# Maxcom

Maxcom S.A. – polskie przedsiębiorstwo zajmujące się produkcją oraz dystrybucją elektroniki użytkowej.
Przedsiębiorstwo specjalizuje się w sprzedaży telefonów dla seniorów.
W ofercie firmy znajdują się również inteligentne zegarki i pierścionki, stanowiące alternatywę do urządzeń takich marek jak Samsung.
Spółka współpracuje z takimi operatorami jak Orange, Plus, T-Mobile, Telenor czy O2.